# Via Regia

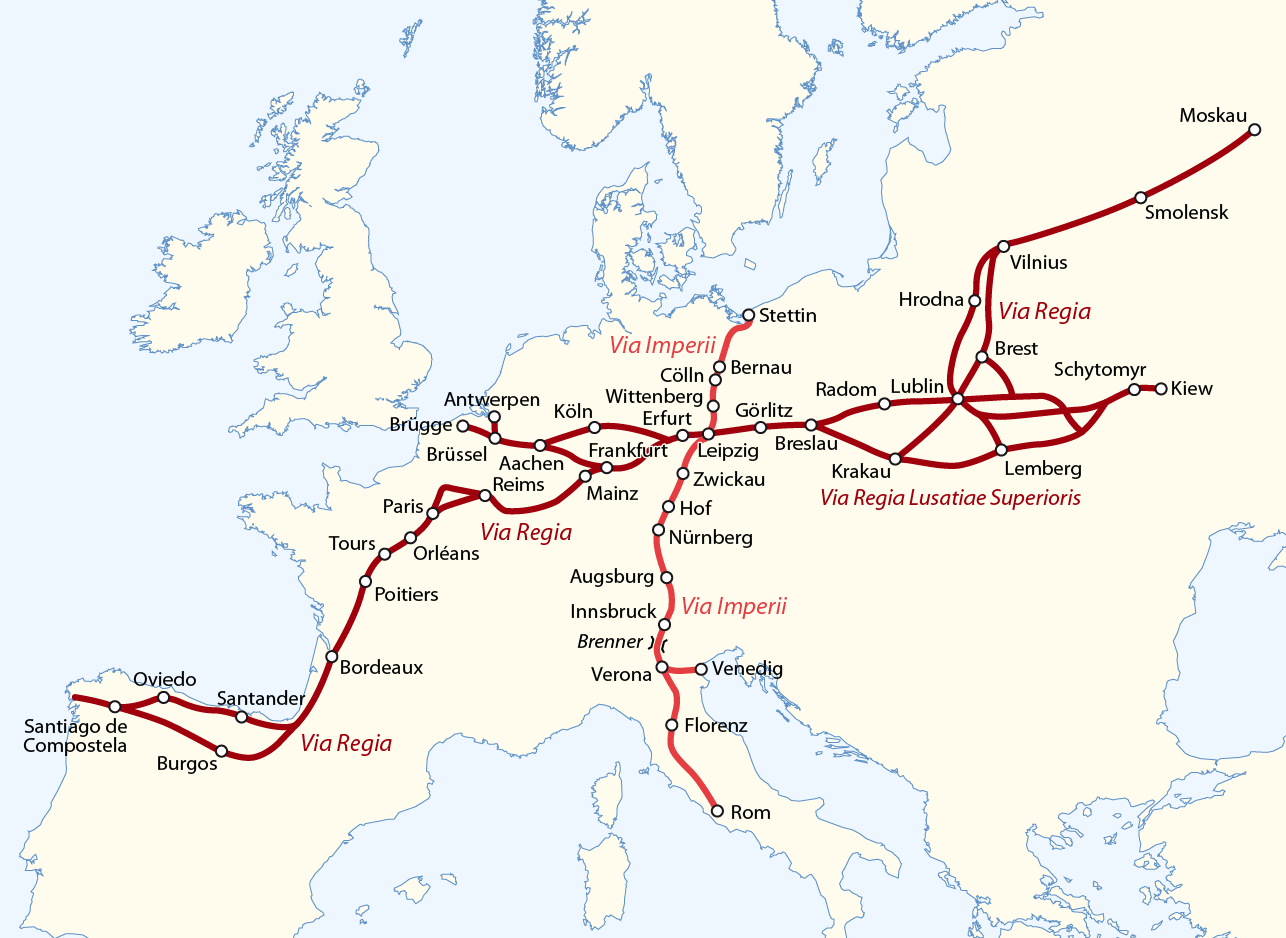
Anachronistisch rekonstruierter Verlauf der Via Regia und Via Imperii in Europa

Die Via Regia (lat. für „Königliche Straße“ oder „Königlicher Weg“) oder Hohe Straße war im Mittelalter und der frühen Neuzeit ein Sammelbegriff für unterschiedliche Straßen, die unter dem Schutz eines Herrschers (Könige, Kaiser) standen. Der Begriff umfasste Handelswege und Militärstraßen im Heiligen Römischen Reich ebenso wie Pilgerwege. Dabei verbanden die zahlreichen unverbundenen und teilweise parallel verlaufenden Einzelwege die Regionen des westlichen Europas wie das Rheinland mit osteuropäischen Regionen wie Schlesien. Seit den 1990er Jahren wird die Bezeichnung zu Vermarktungszwecken entwickelt, seit 2005 ist die Via Regia als Kulturweg des Europarats anerkannt.

## Via Regia als Status
Via Regia „war ursprünglich ein Rechtszustand im mittelalterlichen Straßenwesen. Im Heiligen Römischen Reich Deutscher Nation waren es Handelswege, die unter dem Schutz der königlichen Zentralgewalt standen“. Sie standen auch unter besonderem Friedensschutz, siehe Reichsstraße oder Altstraße. Der Begriff bezeichnete im allgemeinen Sinn ursprünglich nicht eine bestimmte Straße, sondern eine Straßenart.
Solche Land- und Heerstraßen gab es im Heiligen Römischen Reich sehr viele, zum Beispiel die Via Regia von Stettin über Menzlin nach Wismar, Lübeck und Hamburg, die „bedeutendste Ost-West-Straße im Norden“ des mittelalterlichen westslawischen Siedlungsgebietes. Bei Menzlin querte sie das Peenetal.
Bei der bekanntesten Via Regia vom Rhein nach Schlesien wurde im Laufe der Zeit die Straßenart-Bezeichnung zum Namen dieser bestimmten Straße.
In Wissenschaft und Politik wird der Begriff auch als Metapher für einen „goldenen Pfad“ oder einen „Weg für eine optimale Problemlösung“ gebraucht.

## Geschichte der Via Regia Rhein–Schlesien

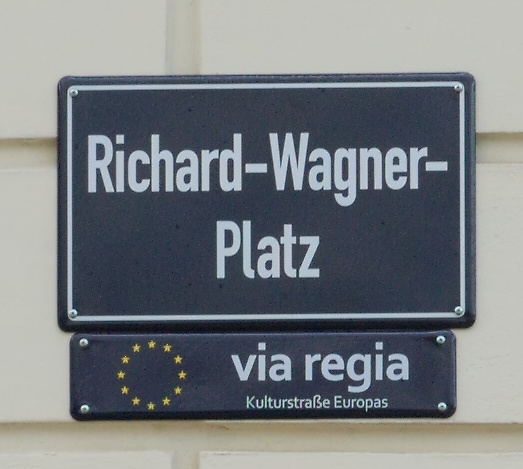
Straßenschild in Leipzig

1252 ist die Via Regia erstmals in einer Urkunde des Markgrafen Heinrich von Meißen als Königsstraße (strata regia) erwähnt. Doch reichen ihre Anfänge bereits ins 8. und 9. Jahrhundert zurück. Im Lauf der Jahrhunderte verlagerte sich die Hohe Straße in die Flusstäler, um die Städte einzubeziehen. Nach dem Niedergang der königlichen Zentralgewalt in Mitteldeutschland infolge der Schlacht bei Lucka 1307 büßte sie ihre königliche Funktion ein; seit dem 14. Jahrhundert kann also für diese Route nicht mehr von einer Via Regia gesprochen werden.
Die Straße bestand trotz des Niedergangs in den einzelnen Abschnitten unter der Bezeichnung Hohe Straße fort. Sie stand nun unter landesherrlicher Aufsicht, unter anderem des Königs von Böhmen in der Oberlausitz, der sächsischen Kurfürsten in Mitteldeutschland, der Fürstabtei Fulda in Hessen und des Erzstifts Mainz am Rhein und war durch Straßenzwang privilegiert.

## Handelsstraße
Die Straße hatte für den überregionalen Handel und Warenaustausch große wirtschaftliche Bedeutung. Aus dem Westen kamen die Tuche Flanderns, aus dem Osten Holz, Felle, Wachs und Honig und aus der Mitte der Färberwaid des Thüringer Beckens sowie die Bergbauprodukte Obersachsens. Die Via Regia stellte auch die direkte Verbindung zwischen den beiden großen deutschen Messestädten Frankfurt am Main (Frankfurter Messe) und Leipzig (Leipziger Messe) her. Zwei weitere bedeutende Straßen zwischen den Messestädten waren „durch die kurzen Hessen“ und „durch die langen Hessen“.

## Militärstraße
Wiederholt wurde die Straße von Armeen benutzt. In ihrem Einzugsbereich fanden große Schlachten statt (Breitenfeld 1631 und 1642, Lützen, Roßbach, Hochkirch, Bergen, Jena und Auerstedt, Bautzen, Großgörschen, Leipzig und Hanau). Nach der Niederlage Napoleons erlosch die Bedeutung der Straße, als durch die Verkleinerung des sächsischen Staatsgebietes nach dem Wiener Kongress der Straßenzwang zugunsten Leipzigs nicht mehr zu halten war. Der Todesmarsch vom KZ Adlerwerke Frankfurt zum KZ Buchenwald verlief im März 1945 von Frankfurt bis Hünfeld auch über die Via Regia.

## Pilgerweg

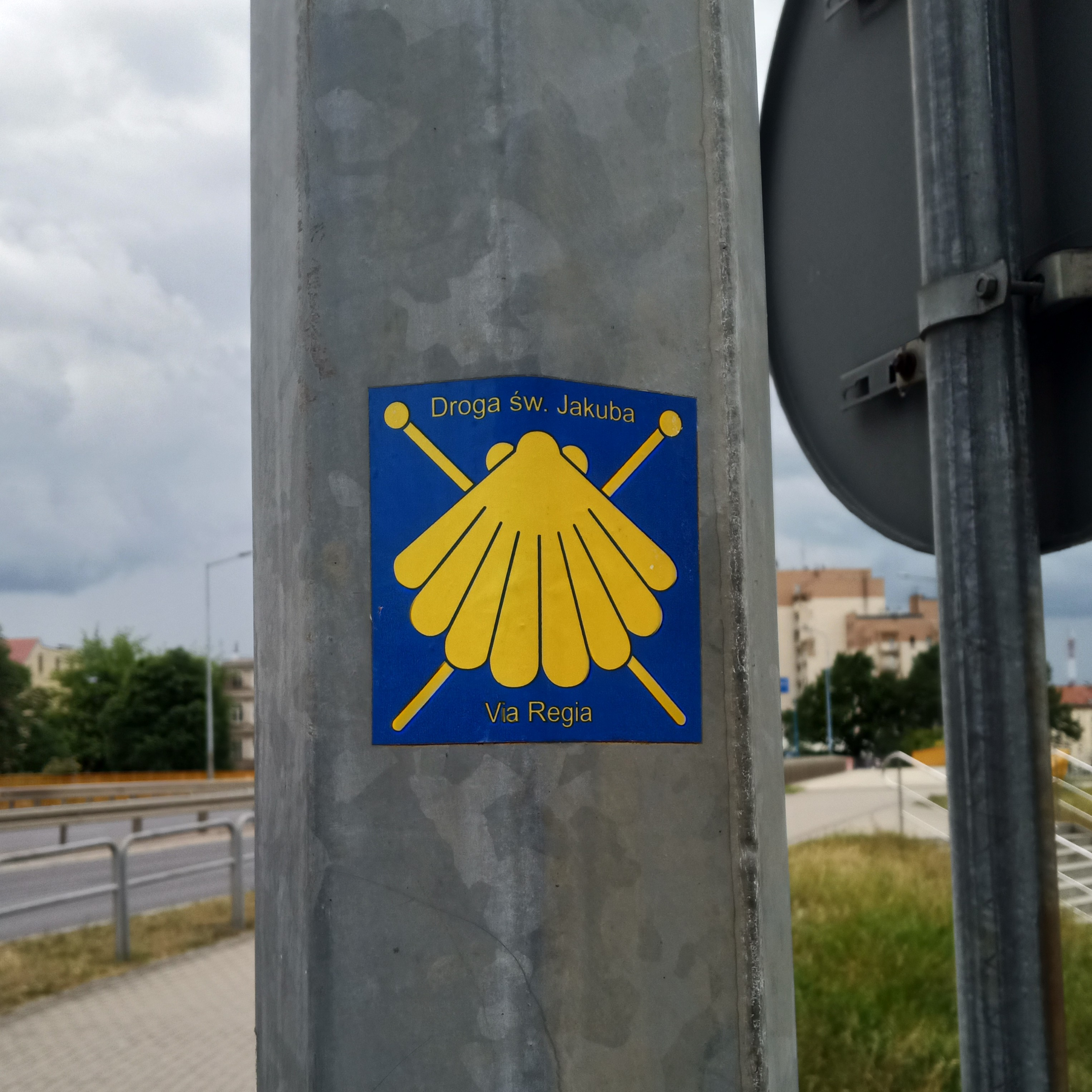
Straßenmarkierung des Camino Via Regia in Liegnitz

In großer Zahl haben Pilger, die an der Aachener Heiligtumsfahrt teilnahmen, die Straße benutzt. Dazu bogen sie in Eisenach auf die Fernstraße "Durch die langen Hessen" nach Marburg und Köln ab. 
Zeugnisse von Pilgerfahrten nach Santiago de Compostela sind unter anderem aus Breslau, Liegnitz, Görlitz, Großenhain, Leipzig, Erfurt, Gotha, Vacha, Fulda, Frankfurt am Main und Mainz bekannt.

## Verlauf

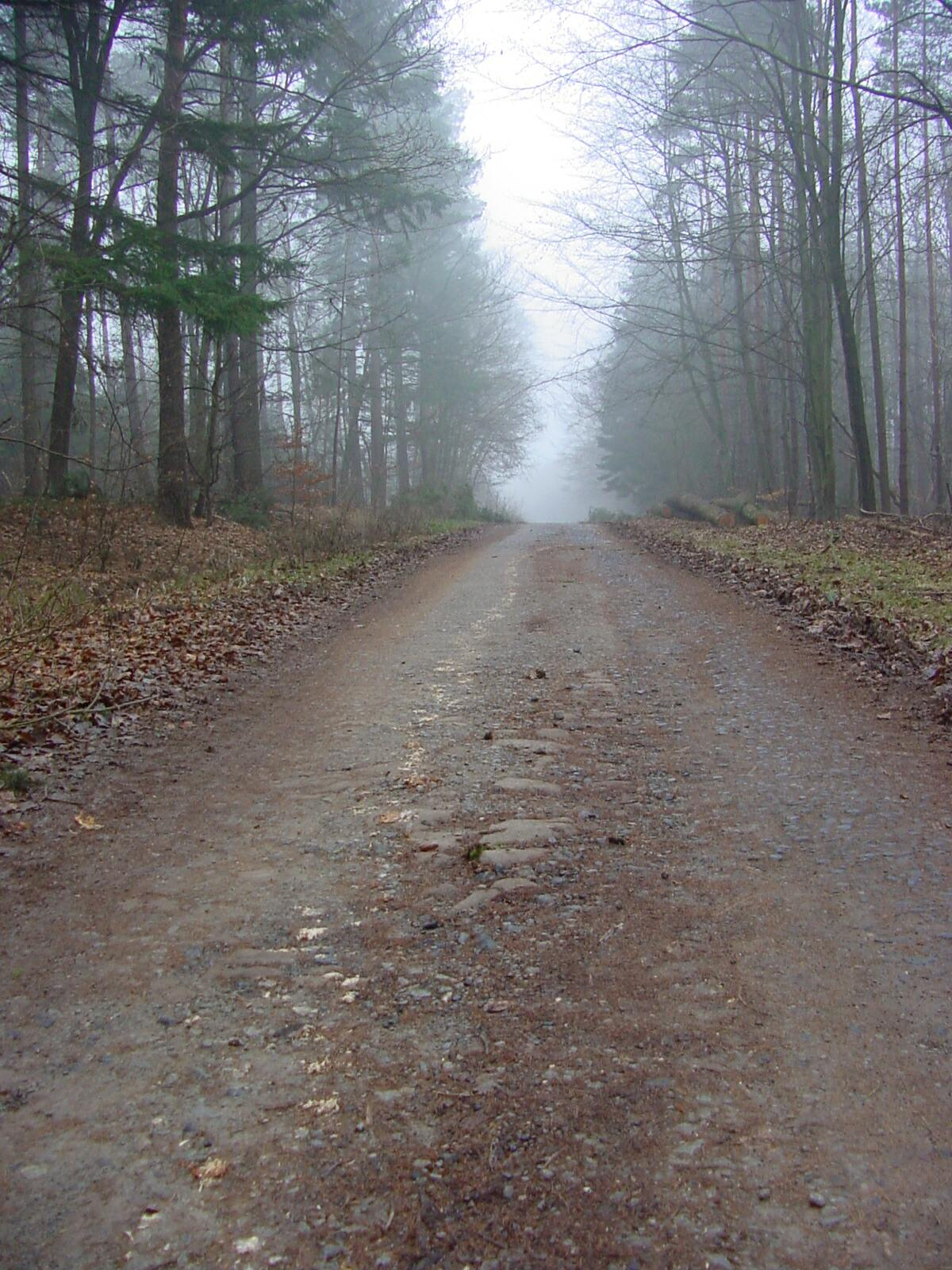
Via Regia, Alte Heerstraße zwischen Fulda und Neuhof

Die Via Regia verlief vom Rhein über Frankfurt am Main, Hanau (Kinzigtalstraße), Gelnhausen, Steinau an der Straße, Schlüchtern, Neuhof, Fulda, Hünfeld, Eisenach, Erfurt, Eckartsberga, in Bad Kösen über die Saalebrücke nach Naumburg (Saale), Weißenfels, Leipzig, Grimma, Eilenburg, Großenhain, Königsbrück, Kamenz, Bautzen, Görlitz, Liegnitz und nach Breslau in Schlesien.
Heute wird der historische Verlauf der Via Regia durch mehrere Straßen markiert:
- zwischen Mainz und Fulda über Frankfurt durch die ehemalige Bundesstraße 40 (jetzt Bundesautobahn 66),
- zwischen Fulda und Hünfeld durch die Bundesstraße 27,
- zwischen Hünfeld und Eisenach durch die Bundesstraße 84,
- zwischen Eisenach und Erfurt durch die Bundesstraße 7,
- zwischen Erfurt und Buttelstedt durch die Thüringer Landesstraße 1055,
- zwischen Buttelstedt und Eckartsberga teilweise nur noch Feldweg, teilweise durch die Thüringer Landesstraße 2158,
- zwischen Eckartsberga und Eilenburg über Leipzig durch die Bundesstraße 87,
- zwischen Leipzig und Görlitz in Abschnitten durch die Bundesstraße 6, Bundesstraße 98 und Staatsstraße 100.
- In Hanau zweigten von der Via Regia die Kinzigtalstraße (Langenselbold, Gelnhausen, Schlüchtern) und die Birkenhainer Straße (als Höhenweg über den Spessart) in Richtung Osten und Süden ab.

Der einzige Abschnitt der ehemaligen Via Regia in Mitteldeutschland, der nicht mehr als Straße genutzt wird, ist der Feldweg zwischen Nermsdorf und Oberreißen nördlich von Weimar.

Verlauf der Via Regia in Hessen von Mainz bis Eisenach. Die Varianten über die Hohe Straße, Reffenstraße einerseits und Kinzigtalstraße andererseits sind dargestellt.

### Mainz–Leipzig

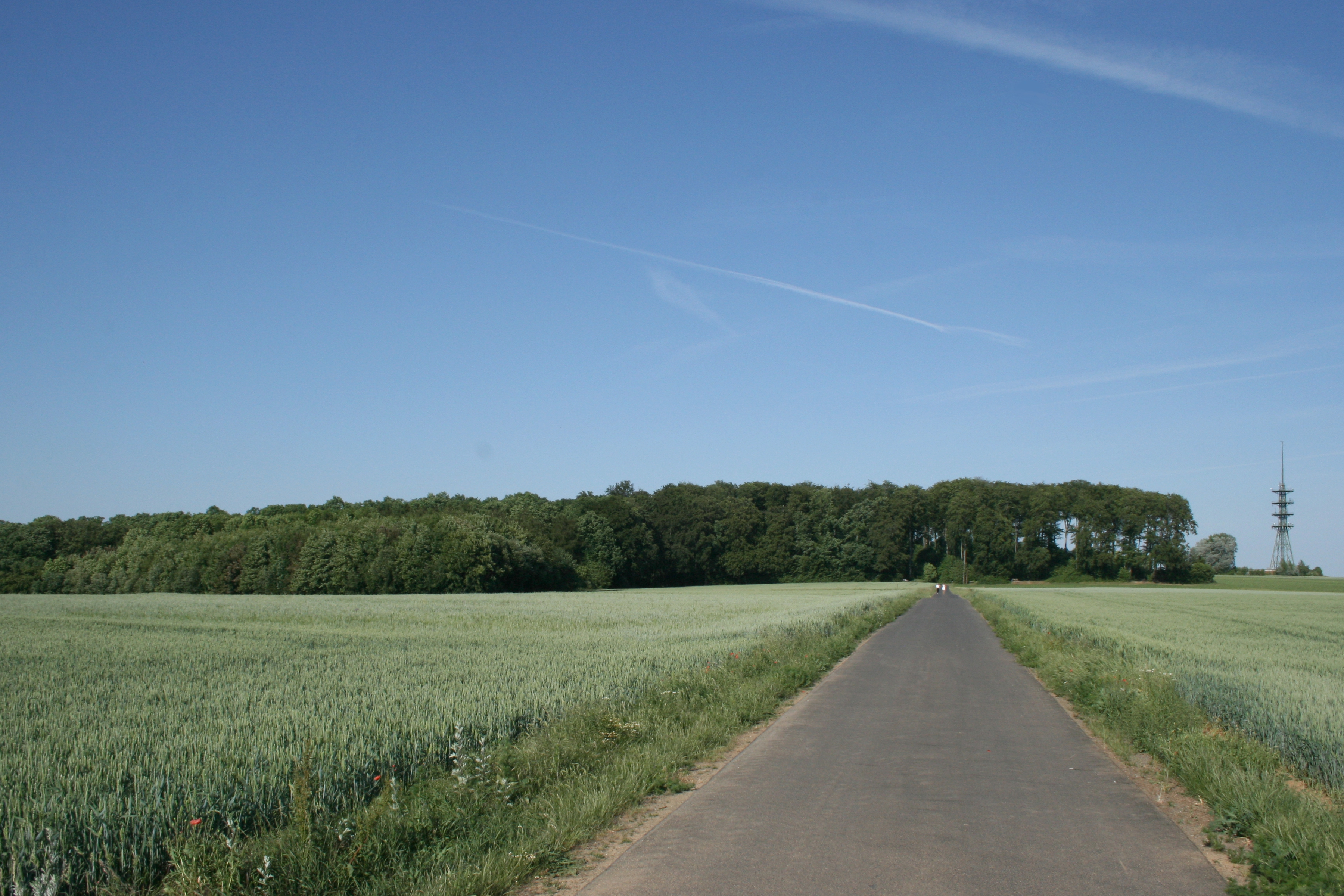
Hohe Straße, Blick auf die Kleine Loh oberhalb von Maintal

Bei Mainz beginnend, führte die Straße parallel zum Main bis (Frankfurt-)Höchst (alte Elisabethenstraße) durch kurmainzisches Gebiet. Von dort führte eine ältere Trasse über die Nidda bei (Frankfurt-)Nied und durch den Niedwald (Rödelheimer Straße, heute Oeserstraße), an Rebstock vorbei durch den Biegwald (Biegweg), dann nördlich an (Frankfurt-)Bockenheim vorbei, über die Ginnheimer Höhe (Diebsgrundweg) und über Dornbusch (Marbachweg) und Lohrberg bis (Frankfurt-)Bergen (durch die Grafschaft, später Fürstentum Hanau). Von dort aus verlief der Weg auf dem Höhenrücken zwischen der Nidder und der Kinzig. Die Straße führte von Bergen zwischen Kilianstädten und Roßdorf über Ostheim (Nidderau) bis Marköbel, wo die sie in römischer Zeit durch das Marköbeler Kastell und den Limes aus dem ehemals römisch kontrollierten Gebiet herausführte. Bemerkenswert ist dort die Ausrichtung langer, gerader Limes-Strecken auf diesen Übergang, was auf eine vorrömische Existenz der Straße schließen lässt.
Über die Anhöhen zwischen Langen-Bergheim und Altwiedermus führte der Weg weiter über Diebach am Haag und Herrnhaag. Von dort verlief die Hohe Straße als Reffenweg zwischen Lorbach und Vonhausen über den Großen Reffenkopf durch den Büdinger Wald. Aus dem Wald kommend, ging der Weg weiter zwischen Rinderbügen und Waldensberg, vorbei an Leisenwald, Hitzkirchen und Hettersroth und zwischen Oberreichenbach und Unterreichenbach durch isenburgisches Gebiet (Grafschaft Isenburg) bis Radmühl, wo die Salz überschritten wurde, dort querte er den Ortesweg. Zwischen Salz und Freiensteinau, Reichlos und zwischen Hauswurz (Neuhof) und Brandlos führte die Strecke (Alte Straß) weiter nördlich an Giesel vorbei zur Fulda bei Kämmerzell, wo der Fluss über eine Furt überquert wurde. Die Hohe Straße vereinigte sich bei Hünfeld wieder mit der jüngeren Trasse über Frankfurt und durch das Kinzigtal. Bei Vacha mit seiner Steinbrücke und mehreren Furten wurde die Werra überquert.

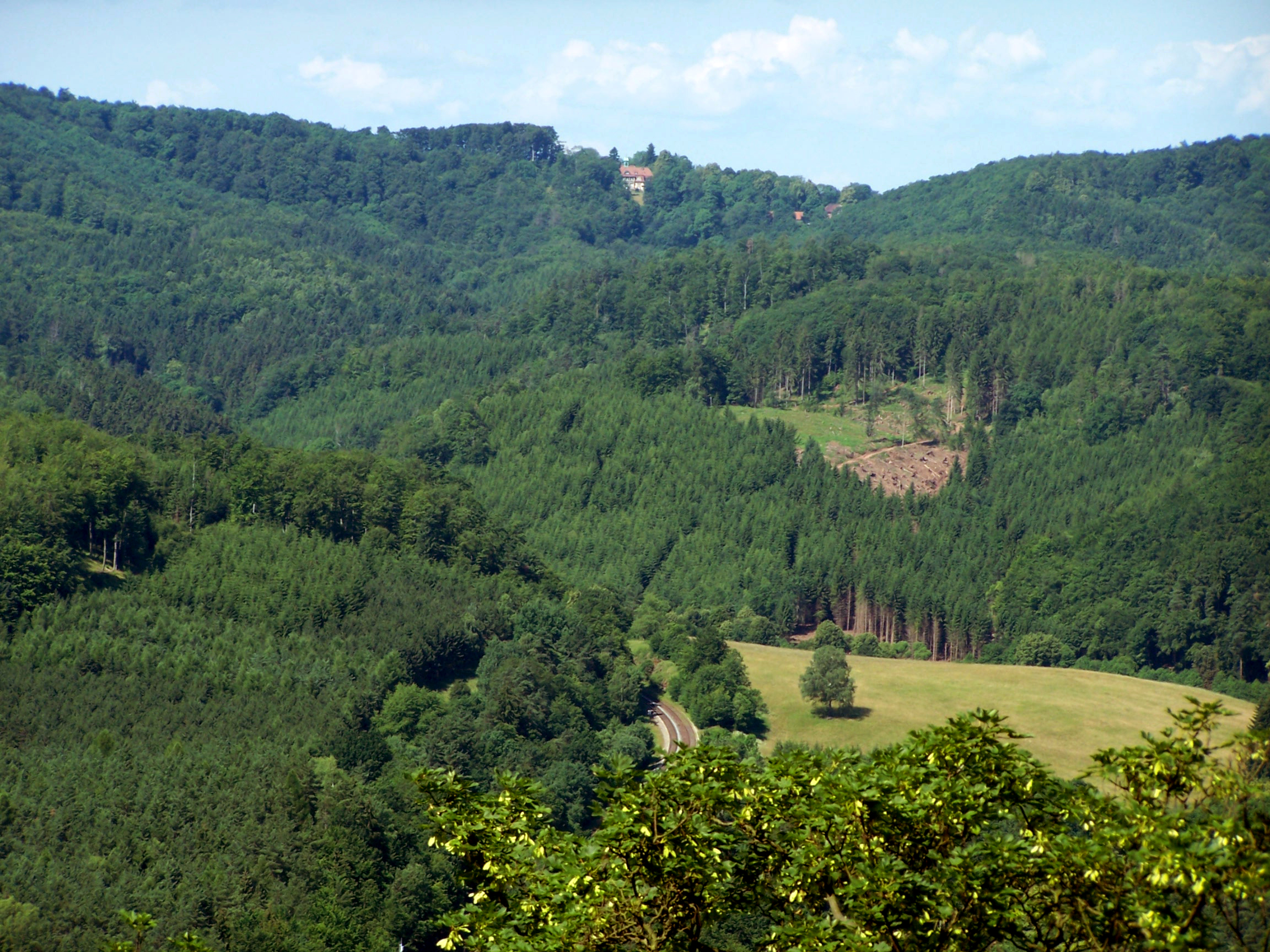
Blick auf den Aufstieg zum Clausberger Pass

Mehrere Trassen führten von Vacha nach Eisenach: Über das Vitzerodaer Kreuz und Marksuhl oder Berka/Werra–Herda–Oberellen erreichten die Hauptrouten den Thüringer Wald mit den Pässen am Vachaer Stein und am Clausberg. Ab Eisenach führte die Straße zunächst am Rande des Nessetales und des Hörselberg über Lupnitz und Haina (Wallburgen im Hainaer Holz) oder Sättelstädt nach Gotha. Die Trasse durch das Hörseltal wurde erst mit dem Ausbau der talseitigen Straßen ganzjährig nutzbar. Von Sättelstädt führte die noch gut im Gelände erkennbare Straße vorbei an Mechterstädt, Teutleben, Aspach und Neufrankenroda zum Krahnberg westlich von Gotha und weiter in die Stadt, wo sie am Bertha-von-Suttner-Platz auf das Brühler Tor traf, den Nordwestausgang der mittelalterlichen Stadt. Von dort führte sie durch die heutigen Straßen Brühl, Hauptmarkt, Marktstraße, Neumarkt und Erfurter Straße zum Siebleber Tor, dem Ostausgang der Stadt.
Von Gotha führte die Straße weiter durch Siebleben, Tüttleben, Gamstädt und Frienstedt nach Erfurt, das sie vom Lauentor im Westen über den Domplatz, die Marktstraße, die Krämerbrücke und die Kaufmannskirche nach Osten durchquerte und durch das Krämpfertor nach Osten verließ. Sie führte nördlich am Ettersberg vorbei über Eckartsberga nach Naumburg und weiter über Weißenfels nach Leipzig, das am Ranstädter Steinweg erreicht wurde.
Siehe auch: Blick von Lindenau nach Leipzig, Gemälde ca. 1740

### Leipzig–Schlesien

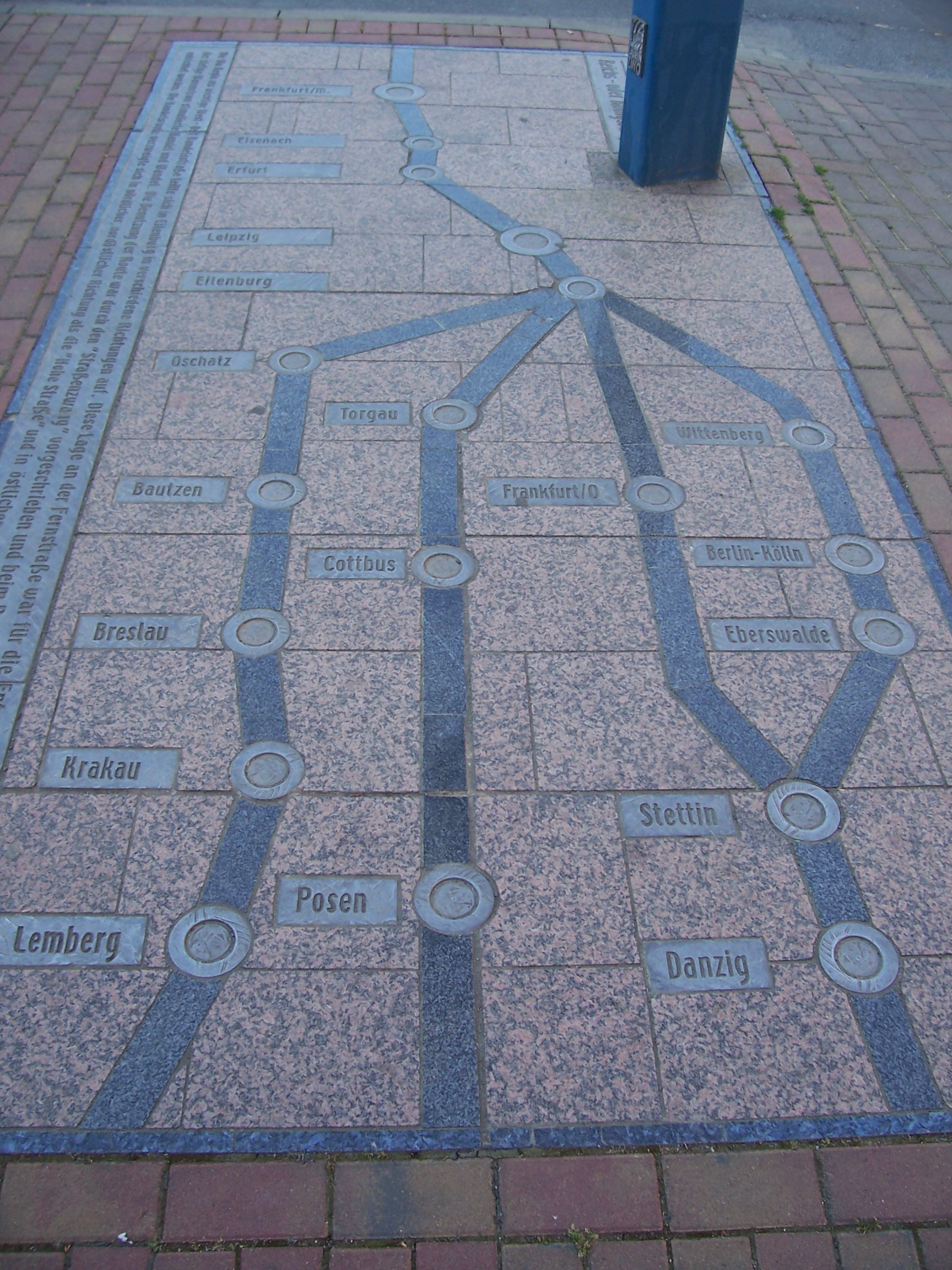
Übersichtskarte zum Verlauf der Via Regia Rhein-Schlesien in Eilenburg

Weiter nach Osten führte die Straße von Leipzig über Eilenburg oder Grimma nach Oschatz, Großenhain, Königsbrück, Kamenz, Bautzen, Löbau, Görlitz, Lauban (heute Lubań), Naumburg (Nowogrodziec), Bunzlau (Bolesławiec), Haynau (Chojnów), Liegnitz (Legnica), Neumarkt (Środa Śląska) nach Breslau. Fortsetzungen führten östlich nach Krakau. Neben der Hohen Straße (auch Hohe Landstraße genannt) entwickelten sich Nebenstraßen, die mit der Straße durch die Oberlausitz konkurrierten. Besonders die Niederstraße bot eine Alternative, um Zölle zu vermeiden. Jedoch sorgte ein System von Geleitstellen für eine Einhaltung des Straßenzwanges. Das Umgehen der Geleitstellen war mit hohen Strafen bis zur Beschlagnahme der Waren verbunden.

## Die Via Regia in der Gegenwart

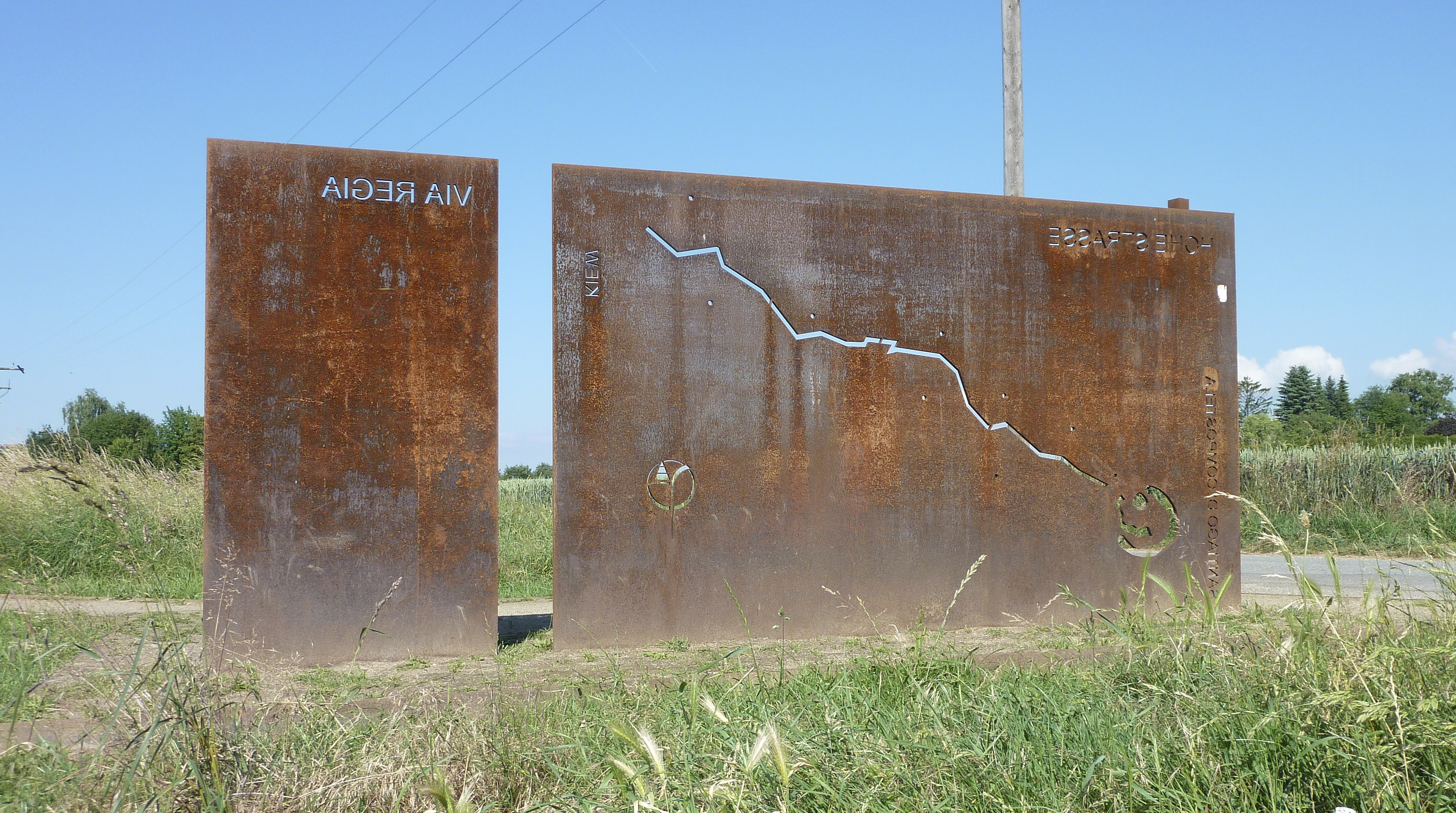
Skulptur aus Stahlplatten am Entrée Hohe Straße in Frankfurt am Main

Im Jahr 2005 wurde die Via Regia vom Europarat zur Großen Kulturstraße des Europarates erklärt. Seit 2009 gibt es das Netzwerk Via Regia – Kulturroute des Europarates, das Initiativen und Kulturprojekte entlang der Route koordiniert. Es geht von einem erweiterten Verständnis der Route aus und setzt die mitteldeutsche Via Regia in westlicher Richtung nach Belgien, Frankreich und Spanien bis Santiago de Compostela, in östlicher Richtung nach Polen, Belarus, Litauen und in die Ukraine (bis Kiew oder Vilnius) fort. Nach diesem Verständnis ist die Via Regia 4500 km lang und durchquert acht europäische Länder.
Der Ökumenische Pilgerweg Mitteldeutschland folgt dem Verlauf der Via Regia von Görlitz über Leipzig und Erfurt nach Vacha.
In Frankfurt am Main erinnert in dessen östlichem Stadtteil Bergen-Enkheim der künstlerisch gestaltete Platz Entrée Hohe Straße an einen dort verlaufenden Zweig der Via Regia/Hohen Straße. Vor Ort sind mehrere Stelen, Gedenksteine und Informationstafeln aufgestellt, die über Verlauf und Geschichte dieses Straßenabschnittes informieren. Der Platz ist in regionalen amtlichen Karten als Ausflugsziel im Frankfurter Grüngürtel und im Regionalpark Rhein-Main ausgewiesen.